# Campeonato Sudamericano Femenino de 1991
El Campeonato Sudamericano Femenino de 1991 fue la primera edición del torneo de fútbol femenino organizado por la CONMEBOL. La competencia se llevó a cabo en el  Estadio Willie Davids de la ciudad de Maringá, Brasil, desde el 28 de abril al 5 de mayo.

## Participantes
Participaron tres selecciones nacionales de fútbol afiliadas a la CONMEBOL:
| Equipos participantes | Equipos participantes | Equipos participantes |
| --------------------- | --------------------- | --------------------- |
| Brasil                | Chile                 | Venezuela             |

## Sede
| Estadio Willie Davids |
| Capacidad: 21 600     |
|                       |

## Resultados
| Equipo    | Pts | PJ | PG | PE | PP | GF | GC | Dif |
| --------- | --- | -- | -- | -- | -- | -- | -- | --- |
| Brasil    | 4   | 2  | 2  | 0  | 0  | 12 | 1  | 11  |
| Chile     | 2   | 2  | 1  | 0  | 1  | 2  | 6  | -4  |
| Venezuela | 0   | 2  | 0  | 0  | 2  | 0  | 7  | -7  |

| 28 de abril de 1991 | Brasil                                                                       | 6–1     | Chile    | Estadio Willie Davids, Maringá                               |                                                              |
|                     | Roseli 12' · Adriana 30', 71' · Taffarel 41' · Elane 58' · Marisa 78' (pen.) | Reporte | Cruz 62' | Asistencia: 2520 espectadores Árbitro(s): Juan Carlos Biscay | Asistencia: 2520 espectadores Árbitro(s): Juan Carlos Biscay |

| 1 de mayo de 1991 | Chile     | 1–0 | Venezuela | Estadio Willie Davids, Maringá |                              |
|                   | Abarca ?' |     |           | Asistencia: 120 espectadores   | Asistencia: 120 espectadores |

| 5 de mayo de 1991 | Brasil                                                    | 6–0     | Venezuela | Estadio Willie Davids, Maringá                            |                                                           |
|                   | Marcinha ?', ?' · Carioca ?' · Adriana ?', ?' · Roseli ?' | Reporte |           | Asistencia: 3100 espectadores Árbitro(s): Efigenio Verdún | Asistencia: 3100 espectadores Árbitro(s): Efigenio Verdún |

|                            |
| Bandera de Brasil          |
| Campeón Brasil 1.er título |

## Clasificado para laCopa Mundial Femenina de Fútbol de 1991
| Brasil |
| Brasil |
| ------ |